# Rozwadza
Rozwadza (niem. Roswadze) – wieś w Polsce położona w województwie opolskim, w powiecie krapkowickim, w gminie Zdzieszowice.
Od 1950 r. miejscowość administracyjnie należy do województwa opolskiego.

## Nazwa
Po raz pierwszy nazwę zanotowano w 1302 roku w bulli papieża Bonifacego VIII jako Rosvatzha lub Rozwadze. Papież nałożył na wieś Rosvatzha dziesięcinę na rzecz klasztoru Cystersów w Gemelnitz (dawna nazwa dzisiejszej Jemielnicy). Nazwa pojawia się także w kronice cystersów z Jemielnicy z 1282 roku. Nazwa miejscowości pochodzi najprawdopodobniej od staropolskiego imienia Rozwad.
W alfabetycznym spisie miejscowości z terenu Śląska wydanym w 1830 roku we Wrocławiu przez Johanna Knie miejscowość występuje pod obecnie używaną polską nazwą Rozwadza oraz niemiecką Roswadze. W okresie narodowego socjalizmu w latach 1936-1945 w ramach akcji germanizacji nazw zmieniono nazwę miejscowości na nową, niemiecką Annengrund.

## Historia
Pierwsza wzmianka o wsi pochodzi z 1302. W pierwszej połowie XVI wieku była własnością Mikołaja Strzeli z Leśnicy. W pierwzsej połowie XVII wieku właścicielem Rozwadzy oraz Rozkochowa koło Prudnika był Wacław von Kaltenbrunn. Następnie Rozwadza należała do rodziny von Pückler.
Do 1742 wieś była eksklawą powiatu sądowego głogóweckiego w Monarchii Habsburgów. Po I wojnie śląskiej znalazła się w granicach Królestwa Prus i weszła w skład powiatu prudnickiego w prowincji Śląsk. W związku z reformą administracyjną, w 1816 Rozwadza została odłączona od powiatu prudnickiego i przyłączona do strzeleckiego.
W 1854 we wsi powstała cukrownia Rozwadzer Zuckerfabrik am Sanct Annaberge, zatrudniająca 150 pracowników. Funkcjonowała do 1929. Pałac w Rozwadzy został zbudowany w 1861.
W 1910 roku 1241 mieszkańców mówiło w języku polskim, 8 w językach polskim i niemieckim, natomiast 46 osób posługiwało się jedynie językiem niemieckim. W wyborach komunalnych w listopadzie 1919 roku 198 głosów oddano na kandydatów z list polskich, którzy zdobyli łącznie 6 z 9 mandatów. Podczas plebiscytu w 1921 roku we wsi uprawnionych do głosowania było 899 mieszkańców (w tym 160 emigrantów). Za Polską głosowało 340 osób, za Niemcami 542 osób. W 1920 r. mieszkańcy założyli tu oddział Towarzystwa Gimnastycznego „Sokół”.
W czasie trwania III powstania śląskiego, 9 maja 1921 roku wieś została zdobyta przez baon strzelecki Pawła Dziewiora, przy współdziałaniu baonu kozielskiego Leonarda Krukowskiego. Po zaciętych walkach, kiedy miejscowość przechodziła z rąk do rąk, ostatecznie 21 maja została opanowana przez siły niemieckie. Próba polskiego kontrataku została 23 maja rozbita w Zdzieszowicach.
6 sierpnia 2020 roku przez Rozwadzę przebiegała trasa drugiego etapu Tour de Pologne 2020.

## Zabytki
Do wojewódzkiego rejestru zabytków wpisany jest:
- zespół pałacowy, z XIX w.:
  - Pałac w Rozwadzy
  - park

inne zabytki:
- kościół ewangelicki, na wzniesieniu przy wjeździe do wsi od strony Zdzieszowic z kamienia wapiennego połączonego z czerwoną cegłą (1888)
- murowana kapliczka z drewnianą figurą św. Nepomucena (centrum wsi)